# Hofkammer
La Hofkammer (Chambre de la Cour en français ; Camera Aulica en latin ; Udvari Kamara en hongrois ; Dvorská komora en tchèque et slovaque)  de la monarchie des Habsbourg est l'autorité fiscale centrale chargée de la collecte des impôts et des dépenses de la cour et de l'État.

## Historique
Sous Maximilien Ier, l'administration financière des terres héréditaires des Habsbourg et du Saint-Empire romain germanique était centralisée dans une cour, ou une chambre du Trésor, temporairement attribuée. Cette autorité a été davantage réformée sous Ferdinand Ier et a pu s'établir en 1527 en tant que chambre indépendante du Reichshofrat. La Chambre de Basse-Autriche à Vienne, la Chambre de Haute-Autriche à Innsbruck, la Chambre de Bohême à Prague et la Chambre de Hongrie à Pressburg, et après 1558 également la Chambre de Silésie à Breslau, étaient subordonnées à cette autorité. La Hofkammer siégeait dans l'aile de la chancellerie impériale (Reichskanzleitrakt) de la Hofburg à Vienne.
Sous le règne de Marie-Thérèse, la chambre est transformée en autorité financière centrale de la monarchie, de sorte qu'elle n'est plus seulement la plus haute autorité des finances, mais aussi responsable du commerce, de l'économie, des mines et des transports, et ce jusqu'au XIXe siècle. Ce n'est qu'en 1848 que ces compétences sont réparties entre plusieurs ministères nouvellement créés.